# Aufacker
Der Aufacker ist ein 1542,1 m ü. NHN hoher Berg in den Ammergauer Alpen 3 Kilometer nordöstlich von Oberammergau, im deutschen Bundesland Bayern.

## Lage
Der Aufacker liegt zwischen dem Hörnle (1548 m) im Nordwesten und dem Laber (1686 m) im Südosten. Neben dem Großen Aufacker liegt 700 Meter weiter östlich mit einer Höhe von 1531 m ü. NHN der Kleine Aufacker.

## Aufstieg
Der Aufacker ist weitgehend mit Wald bestanden und leicht über Forst- und Wanderwege zu besteigen. Von Oberammergau aus geht man zunächst östlich durch den Ortsteil St. Gregor über den bewaldeten südlichen Bergrücken in knapp zwei Stunden zum Gipfel. Eine weitere Möglichkeit zum Aufstieg bietet sich über das Berggasthaus Romanshöhe, nahe Oberammergau, an.

## Galerie

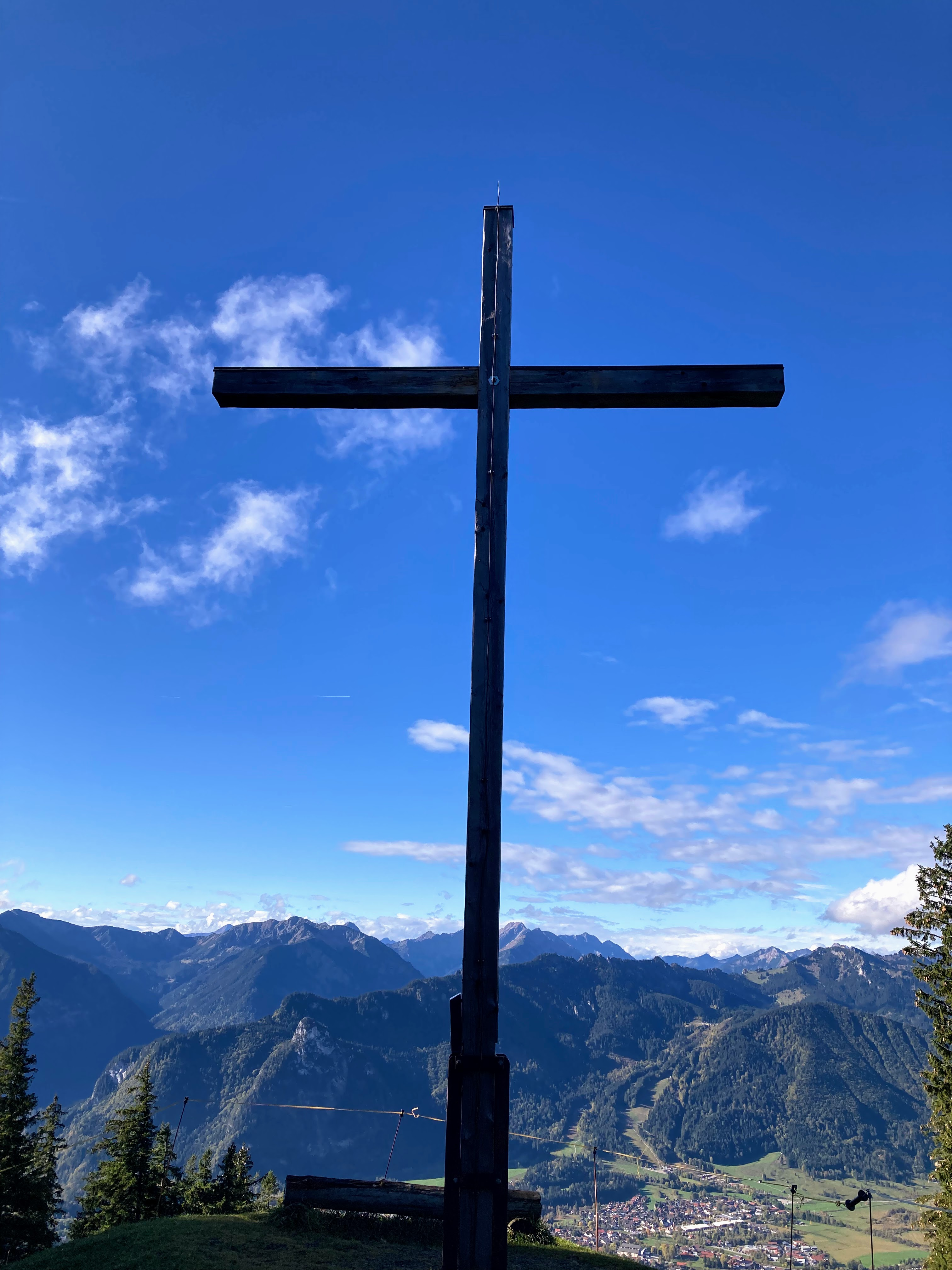
Gipfelkreuz
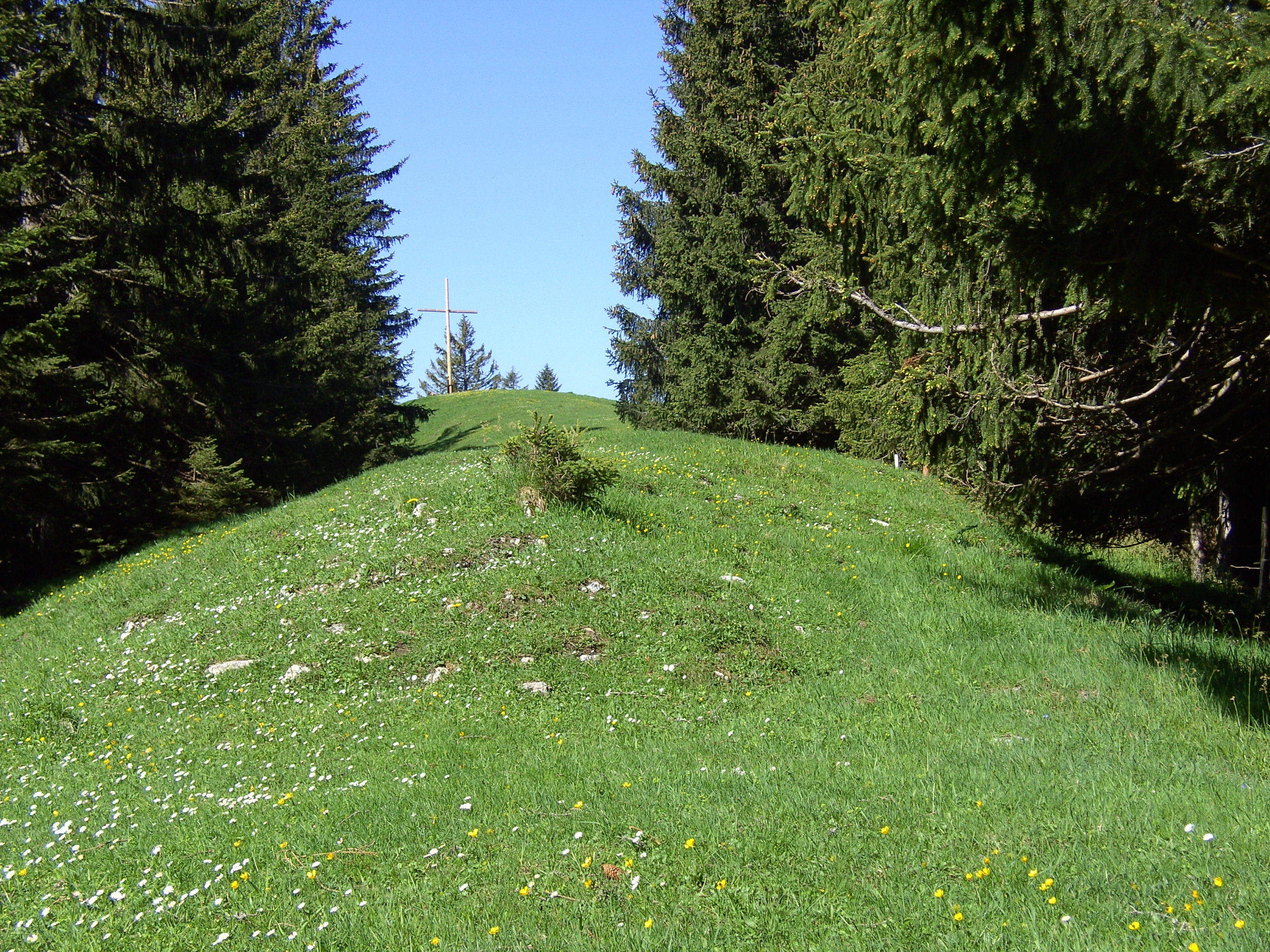
Gipfel des Großen Aufacker von Osten